# I fiori del male
I fiori del male (Les Fleurs du Mal) è una raccolta di liriche di Charles Baudelaire. La prima edizione fu pubblicata il 25 giugno 1857, presso l'Editore Auguste Poulet-Malassis, in una tiratura di 1300 esemplari. Il testo comprendeva cento poesie divise in sei sezioni: Spleen et Ideal, Tableaux parisiens, Fleurs du Mal, Révolte, Le Vin e La Mort.
Il titolo dell'opera, "I fiori del male", è fortemente emblematico, e gli sarebbe stato suggerito dall'amico Hippolyte Babou nel 1854. Dal titolo è possibile comprendere l'orientamento dello stile poetico dell'autore, nonché la tendenza che lo spinse a comporre l'intera opera, ovvero il fare poesia su argomenti cupi, scabrosi, talvolta immorali. Non a caso, la traduzione letterale del titolo (Les Fleurs du Mal) dalla lingua francese in quella italiana è "I fiori dal male", vista la volontà dell'autore di avvalersi della poesia per "estrarre la bellezza dal male" ("extraire la beauté du Mal"). Il titolo fu giudicato dai suoi contemporanei e dalla critica come provocatorio e dirompente, tuttavia perfettamente in linea con l'animo misterioso dell'autore.
Già il 7 luglio, la direzione della Sicurezza pubblica denunciò l'opera per oltraggio alla morale pubblica e offesa alla morale religiosa. Baudelaire e gli editori vennero condannati a pagare una multa e alla soppressione di sei liriche incriminate come immorali. La forma poetica e i temi trattati fecero scandalo: risaliva al 1845 l'annuncio della pubblicazione di 26 poesie in un volume intitolato Les Lesbiennes (Le lesbiche), scelta poi abbandonata.
Nel 1861 uscì in 1500 esemplari la seconda edizione dei Fleurs du Mal, dove Baudelaire rimosse le sei liriche accusate, aggiungendone 35 nuove, con una diversa divisione in 6 sezioni: Spleen et Ideal, Tableaux parisiens, Le Vin, Les Fleurs du Mal, Révolte, e La Mort.
I fiori del male viene considerata una delle opere poetiche più influenti, celebri e innovative non solo dell'Ottocento francese ma di tutti i tempi. Il lirismo aulico, le atmosfere surreali di un modernismo ancora reduce della poetica romantica, lo sfondo vagamente sinistro, tradusse Baudelaire nello stereotipo del "poeta maledetto": chiuso in se stesso, a venerare i piaceri della carne e tradurre la propria visione del mondo in una comprensione d'infinita sofferenza e bassezza. L'intenso misticismo del linguaggio e un rigore formale freddo si trovano ad affrontare temi metafisici, teologici ed esotici. Il poeta e critico letterario scapigliato italiano Emilio Praga definì I fiori del male «un'imprecazione, cesellata nel diamante».

## Analisi critica
(lettera di Charles Baudelaire alla madre)
L'opera può a ragione considerarsi alla base della poesia moderna grazie allo straordinario contributo che Baudelaire fornisce unendo il suo gusto parnassiano per la forma con i contenuti figli di un tardo romanticismo, ma spinti all'estremo dal gusto del poeta. Temi quali la morte, l'amore e lo slancio religioso vengono estremizzati col gusto dell'orrore, il senso del peccato e il satanismo. Tra i componimenti più riusciti dell'opera sono da citare Spleen, L'albatro, Corrispondenze, che anticipa temi tanto cari al decadentismo). Particolare è la poesia Il nemico, in cui il poeta sembra aprirsi alla speranza.
A detta dello stesso Baudelaire l'opera va intesa come un viaggio immaginario che il poeta compie verso l'inferno che è la vita. Nella prima sezione Spleen et Ideal Baudelaire esprime lo stato di malessere del poeta (figura fondamentale nella sua produzione). Egli è uno spirito superiore capace d'elevarsi al di sopra degli altri uomini e di percepire con la sua sensibilità innata le segrete corrispondenze tra gli oggetti, i profumi e gli elementi della natura (Correspondances), ma, proprio a causa delle sue capacità, il poeta è maledetto dalla società (Bénédition) e diventa oggetto di scherno per gli uomini comuni. Baudelaire sceglie l'albatros per simboleggiare questa condizione: come il grande uccello marino infatti, il poeta si eleva ai livelli più alti della percezione e della sensibilità ma una volta sulla terra ferma non riesce a muoversi proprio a causa delle sue capacità (paragonate alle ali dell'albatros).
L'albatros rappresenta anche l'aspirazione dell'uomo al cielo e quindi l'aspirazione ad arrivare ad un piano intellettuale superiore.
La causa della sofferenza del poeta è lo spleen (letteralmente "milza" in inglese, che è associata alla bile, uno dei liquidi vitali per i Greci, che la consideravano il motivo della malinconia, quindi spleen e ideale vuol dire malinconia e ideale), un'angoscia esistenziale profonda e disperata che lo proietta in uno stato di perenne disagio che Baudelaire descrive in ben quattro splendidi componimenti, tutti col titolo di Spleen. Per i poeti romantici "spleen" è la tipica malattia del mondo moderno, lo stato d'animo in cui si fondono scoraggiamento, noia e inerte tristezza, di cui sarebbero stati affetti i giovani borghesi. Al contrario, l'"Ideale", è l’ispirazione a un aldilà sconosciuto e sfuggente, a una realtà "surnaturale" fatta di bellezza e purezza incontaminate e inattingibili, che sovrasta il mondo della finitezza e dell'imperfezione.

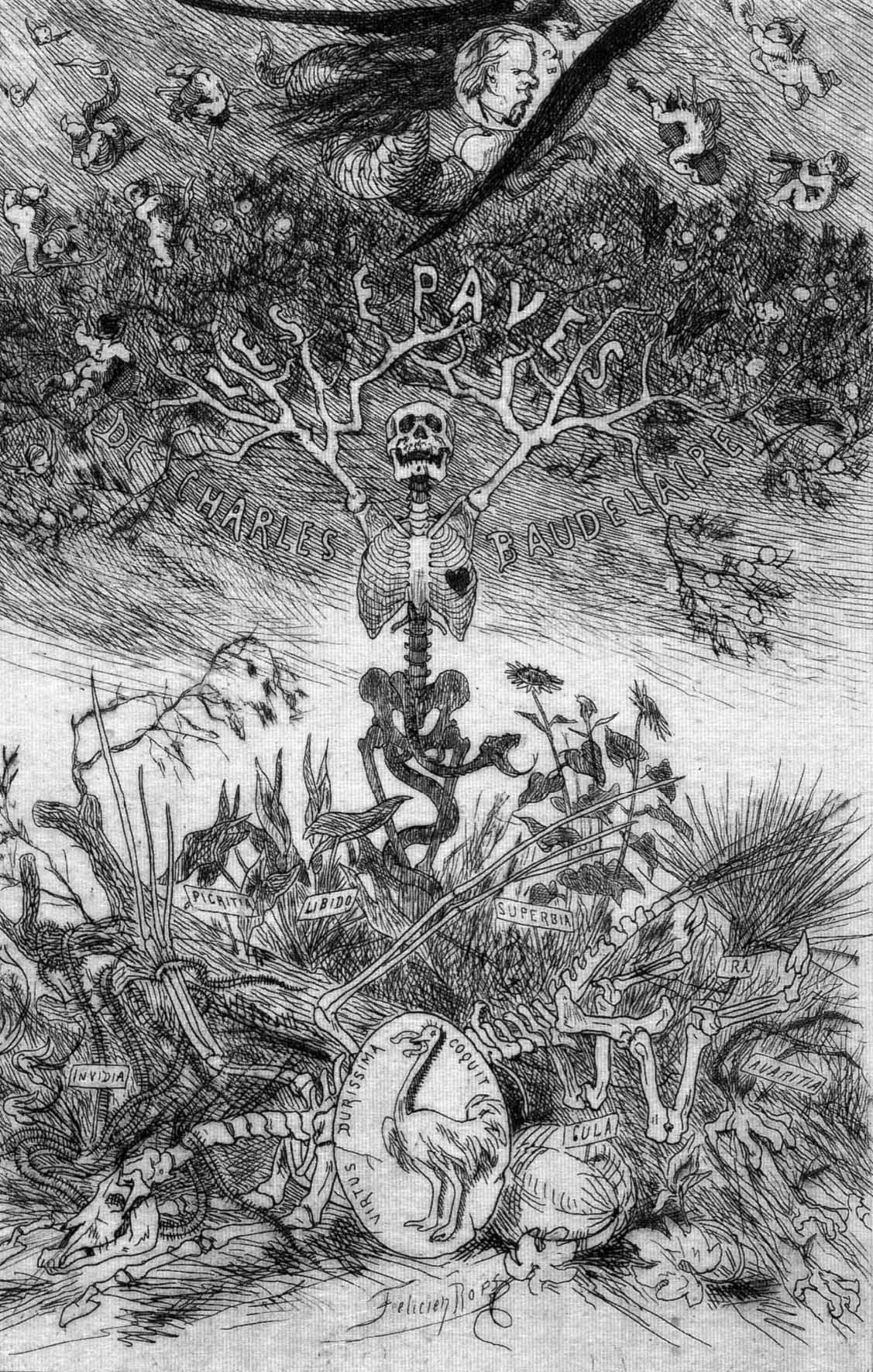
Illustrazione di Félicien Rops per Les Epaves (1866)

La seconda sezione, Tableaux parisiens (Quadri parigini), rappresenta il tentativo di fuggire dall'angoscia proiettandosi al di fuori della sua dimensione personale nell'osservazione della città: diciotto quadri della vita di Parigi, dall'alba al tramonto del giorno successivo, e che contengono qualcuna delle liriche più lunghe e belle che Baudelaire abbia mai composto, come Le Cygne (Il cigno) - dedicata a Victor Hugo - Les sept Vieillards (I sette vecchi) e Les Petites Vieilles (Le vecchine). Tuttavia, il tentativo si rivela vano poiché, nel guardare la grande città, lo spirito inquieto non trova che gente sofferente proprio come lui. Le poesie di questa sezione rappresentano il primo esempio di poesia che descriva l'angoscia della città moderna. Il poeta, inoltre, utilizza lo stile narrativo, il declamato e l'elegia per disegnare i vari personaggi di una sua "commedia umana". Ad essi s'ispireranno grandi autori successivi come T. S. Eliot che nella sua "Terra desolata" si rifà dichiaratamente al poeta parigino.
Anche le sezioni successive Le Vin e Fleurs du Mal sono tentativi di fuggire lo Spleen, che il poeta compie rifugiandosi nell'alcool e nell'alterazione delle percezioni.
I fiori del male sono i paradisi artificiali (tanto cari all'autore, che vi dedicherà un'intera opera) e gli amori proibiti e peccaminosi che danno l'illusoria speranza di un conforto.
Quando anche questi effimeri piaceri vengono a svanire, al poeta non rimane che la Revolte (Rivolta), il rinnegamento di Dio e l'invocazione di Satana che tuttavia non si rivela utile alla sua fuga.
L'ultimo appiglio per lo spirito disperato del poeta è la morte, intesa non come passaggio ad una nuova vita ma come distruzione e disfacimento a cui tuttavia il poeta s'affida, nel disperato tentativo di trovare nell'ignoto qualcosa di nuovo, di diverso dall'onnipresente angoscia. Per quanto riguarda l'ultima sezione La Mort è da notare il componimento Le Voyage (Il Viaggio), poesia che chiude I fiori del male. Quest'ultima è la poesia più lunga in assoluto di Baudelaire, e le cui proporzioni sono assai lontane, come rileva Giovanni Macchia, dai dettami di Edgar Allan Poe di cui il poeta si era professato un discepolo.
Uno dei temi ricorrenti di tutta l'opera è la città, ossia Parigi. Prima di lui nella letteratura moderna nessuno l'aveva trattata nella poesia se non alcuni romantici inglesi, come William Blake. L'importanza dell'opera per tutte queste novità è inimmaginabile, tanto da essere ancora utilizzato come emblema poetico per antonomasia.
Si coglie la portata innovatrice di questa raccolta anche a livello tematico: nell'opera vengono affrontati temi che fino a quel momento erano stati relegati ai margini del territorio poetico, quali la morte fisica ed i relativi processi di decomposizione, l'amore mercenario, gli eccessi nell'uso di alcool e droghe (in particolare l'oppio), la vita di strada nella Parigi coeva.

## Edizioni italiane
- I Fiori del Male, traduzione di Riccardo Sonzogno, prefazione di Théophile Gautier, Milano, Sonzogno Editore, 1893.
- trad. Decio Cinti, Milano, Modernissima, 1920; Milano, Corbaccio, 1928; Milano, Dall'Oglio
- trad. Adele Morozzo Della Rocca, Torino, UTET, 1933
- trad. Enrico Panunzio, Modena, Milano, Berben 1946;
- trad. Donatella Dehò, Milano, Feltrinelli, 1961
- trad. Luigi de Nardis, Neri Pozza, 1961; ed. rivista, Feltrinelli, 1964
- trad. Giorgio Caproni, Roma, Curcio, 1962 [versione in prosa in cui solo il poemetto Le Voyage veniva reso in metro]; uscì, postuma, una traduzione riveduta, inedita, mista di prosa e versi, Introduzione e commento di Luca Pietromarchi, Venezia, Marsilio, 2008.
- trad. F. Di Pilla, Milano, Fratelli Fabbri, 1970
- trad. Claudio Rendina, Roma, Newton Compton, 1972
- trad. Giovanni Raboni [egli licenziò cinque versioni rivedute: in Poesie e Prose, Meridiani Mondadori, 1973; Supercoralli Einaudi, 1987; Gli Struzzi, Einaudi, 1992; in Opere, Meridiani Mondadori, 1996; Einaudi, 1999]
- trad. Mario Bonfantini, Milano, Mursia, 1974.
- trad. Attilio Bertolucci, Milano, Garzanti, 1975. [versione in prosa]
- trad. Luciana Frezza, con introduzione di Giovanni Macchia, Milano, BUR Rizzoli, 1980 e 1991.
- trad. Gesualdo Bufalino, Milano, Oscar Mondadori, 1983.
- trad. Carlo Muscetta, Bari, Laterza, 1984; Firenze, Olschki, 2005.
- trad. Davide Rondoni, Rimini, Guaraldi, 1995; Roma, Salerno, 2010.
- trad. Cosimo Ortesta, Firenze, Giunti, 1996-2016; Demetra, 2012-2019.
- trad. Antonio Prete, Milano, Feltrinelli, 2003.
- trad. Davide Monda, Santarcangelo di Romagna, 2004; Roma, Theoria, 2018; Santarcangelo, Foschi, 2018.
- trad. Gian Piero Bona, Milano, Baldini Castoldi Dalai, 2005.
- trad. Nicola Muschitiello, Milano, BUR, 2011, 2021.
- trad. Milo De Angelis, Milano, Mondadori, Lo Specchio, 2024
- Baudelaire è vivo. I fiori del male tradotti e raccontati, trad. Giuseppe Montesano, Firenze, Giunti, 2021.